# Scopula takowensis
Scopula takowensis là một loài bướm đêm trong họ Geometridae.